# O'Fallon, Illinois
O'Fallon är en stad (city) i St. Clair County, i delstaten Illinois, USA. Enligt United States Census Bureau har staden en folkmängd på 28 359 invånare (2011) och en landarea på 37,2 km².